# Briones
Briones település Spanyolországban, La Rioja autonóm közösségben. Briones Labastida, San Vicente de la Sonsierra, San Asensio, Hormilla, Rodezno, Ollauri és Gimileo községekkel határos. Lakosainak száma 749 fő (2024).

## Népesség
A település népessége az elmúlt években az alábbi módon változott:
| Lakosok száma | 841  | 838  | 901  | 911  | 856  | 841  | 784  | 745  | 722  | 749  |
|               | 2001 | 2004 | 2007 | 2009 | 2012 | 2014 | 2017 | 2019 | 2022 | 2024 |